# Zinho
Crizam César de Oliveira Filho, plus connu sous le nom de Zinho, est un footballeur brésilien né le 17 juin 1967 à Nova Iguaçu (Brésil). Il a joué au poste de milieu offensif, notamment avec CR Flamengo, SE Palmeiras et l'équipe du Brésil qui a remporté la Coupe du monde 1994.

## Biographie
Il a été cinq fois champion du Brésil de football avec CR Flamengo (trois fois) et SE Palmeiras (deux fois).
Il a remporté la Copa Libertadores en 1999 avec SE Palmeiras aux dépens du Deportivo Cali (aux tirs au but 4-3).
Zinho a remporté le « ballon d'argent brésilien » en 1988, 1992, 1994 et 1997.
Zinho a remporté la Coupe du monde 1994 avec l'équipe du Brésil.
Il a été sélectionné 55 fois en équipe nationale, entre mars 1989 et février 1998.

## Palmarès

### En équipe nationale
- Vainqueur de la Coupe du monde 1994 avec l'équipe du Brésil
- Vainqueur de la Copa América en 1989 avec l'équipe du Brésil
- Vainqueur de la Coupe Stanley Rous en 1995 avec l'équipe du Brésil

### En club
- Vainqueur de la Copa Libertadores en 1999 avec le SE Palmeiras
- Vainqueur de la Copa Mercosul en 1998 avec le SE Palmeiras
- Champion du Brésil en 1987, 1992 et 2004 avec le CR Flamengo, en 1993 et 1994 avec le SE Palmeiras , en 2003 avec le Cruzeiro belo horizonte
- Vainqueur de la Coupe du Brésil en 1990 avec le CR Flamengo, en 1998 avec le SE Palmeiras et en 2001 avec le Grêmio Foot-Ball Porto Alegrense
- Champion de l'État de Rio de Janeiro en 1986, 1991 et 2004 avec le CR Flamengo
- Champion de l'État de São Paulo en 1993 et 1994 avec le SE Palmeiras
- Champion de l'État du Rio Grande do Sul en 2001 avec le Grêmio Football Porto-Alegrense
- Vainqueur du tournoi Rio- São Paulo en 1993 avec le SE Palmeiras
- Vainqueur de la Coupe Guanabara (Rio) en 2004 avec le CR Flamengo

## Hommages
- Le footballeur belge Zinho Vanheusden a été prénommé ainsi en hommage à Zinho[réf. souhaitée].